# Фотоловушка

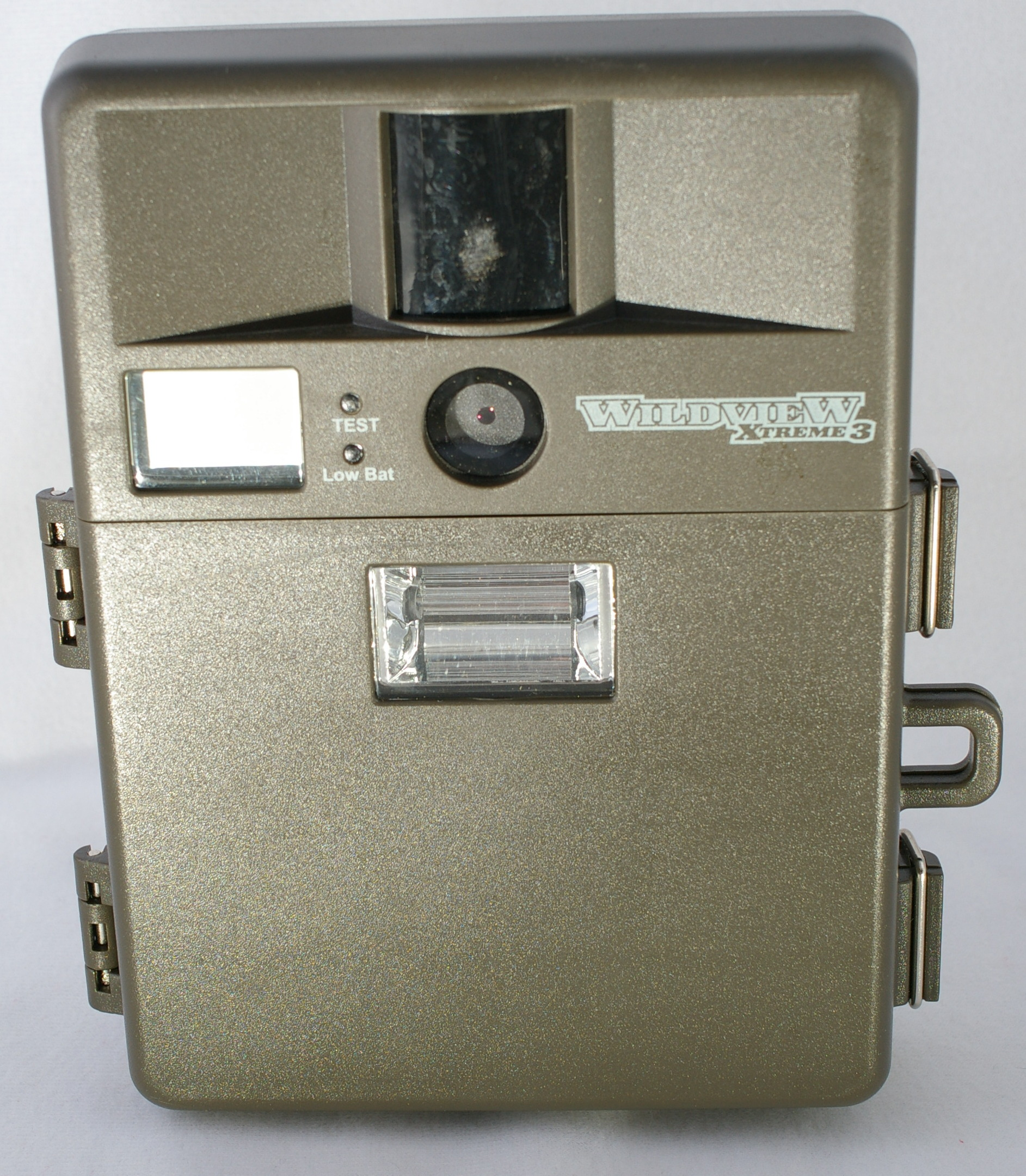
Цифровая фотоловушка «WildView Xtreme 3»

Фотоловушка или лесная камера — разновидность цифрового или плёночного фотоаппарата, предназначенная для съёмки без участия человека с автоматическим запуском от датчика движения. Современные цифровые фотоловушки обладают также функцией видеокамеры. Чаще всего используются охотниками, экологами и исследователями живой природы для получения изображений диких животных. В некоторых случаях пригодны для охранных целей. Благодаря брызгозащищённой конструкции и высокой степени автономности фотоловушки способны работать в ждущем режиме до нескольких месяцев, а наиболее современные могут передавать отснятый материал или уведомления о срабатывании по мобильному интернету, информируя владельца о произошедших событиях.

## Описание

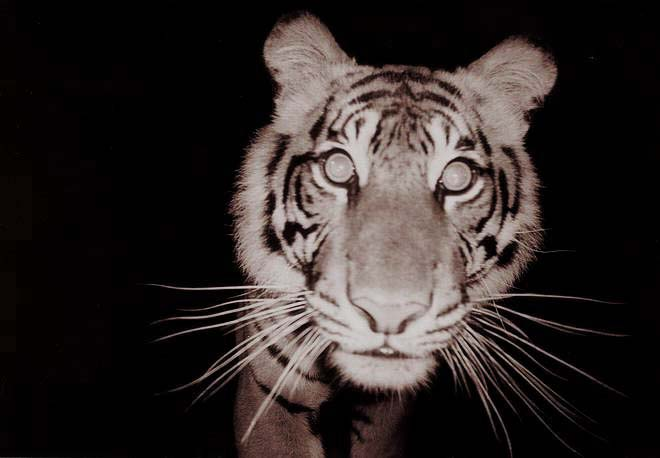
Суматранский тигр, снятый фотоловушкой

Современные цифровые фотоловушки конструктивно аналогичны экшен-камерам: они обладают пылевлагозащищённым корпусом, в котором размещается широкоугольный объектив типа фикс-фокус, фотоматрица, электронные блоки обработки данных и карта памяти. Видоискатель чаще всего отсутствует, предполагая приблизительное кадрирование. Большинство камер имеют трос или ремень, с помощью которого их можно закрепить на дереве или бревне. Камера производит автоматическую съёмку при срабатывании датчика движения. Каждая фотография снабжается метаданными EXIF, которые включают дату и время съёмки, а также ряд других параметров, позволяющих с высокой точностью определить момент и место зафиксированного события. Большинство фотоловушек способны фиксировать невидимое для животных инфракрасное излучение от встроенной лампы подсветки, и поэтому работают круглосуточно, надёжно покрывая пространство в пределах 30 метров.
Первые устройства для мониторинга диких животных использовали датчики температуры и движения для подсчёта количества проходящих мимо животных, а также времени их пребывания в зоне мониторинга. Такие датчики получили название пассивных инфракрасных сенсоров. PIR sensors. Однако, как правило, охотник не находился в зоне мониторинга и не мог сказать, подсчёт какого вида животного производится устройством. Так возникла идея объединить устройство с камерой. Изначально фотоловушки работали с фотоплёнкой, а с появлением цифровой фотографии стали бесплёночными. Данные, получаемые фотоловушками, помогают охотникам определить наиболее выгодные точки охоты. В цифровых фотоловушках изображения записываются на карту памяти, чаще всего стандарта Secure Digital. Это позволяет быстро переписать файлы на персональный компьютер и тщательно их просмотреть. Более дорогие модели также могут автоматически передавать снимки и видео по мобильному интернету.

### Типы фотоловушек
- Цифровые — записывают изображения в цифровом формате вместо плёнки;
- GSM-MMS камера — пересылают фотографии на мобильный телефон вместо того чтобы сохранять их на карте памяти;
- Пленочные — снимают на фотоплёнку, чаще всего тип-135;
- С лазерным прицелом — красный лазерный луч позволяет точнее определить оптимальное расположение фотоловушки;
- С импульсной подсветкой — вспышка с лампами накаливания позволяет достичь дальность ночной съёмки до 5 метров;
- С инфракрасной подсветкой — инфракрасная подсветка может комплектоваться в паре с импульсной или отдельно, она помогает обеспечить большую незаметность фотоловушки
- Со звуковыми манками — специально записанные звуки могут при воспроизведении привлекать животных в зону мониторинга, частоту воспроизведения файлов можно настраивать.

### Технические характеристики
В зависимости от настроек камеры фотографии могут записываться каждую секунду или каждый раз при обнаружении движения. Некоторые фотоловушки позволяют пользователю регулировать интенсивность вспышки или имеют невидимую светодиодную подсветку. Светодиодная подсветка позволяет охотнику четко различать, какое животное находится в зоне мониторинга ночью без использования заметной вспышки. Это позволяет сделать фотоловушку максимально незаметной. Некоторые модели имеют ручной переключатель для включения инфракрасного фильтра в дневном или ночном режиме съёмки.

### Преимущества фотоловушек с импульсной подсветкой
- Большая дальность подсветки — до 18 метров в некоторых моделях.
- Высококачественные цветные изображения и днём, и ночью.
- Короткая выдержка и отсутствие размытия вследствие движения.

### Недостатки фотоловушек с импульсной подсветкой
- Вспышка может испугать животных.
- Вспышку могут заметить другие охотники.
- Невозможность записи видео в ночное время.

### Преимущества фотоловушек с инфракрасной подсветкой
- Не пугает животных, так как не имеет видимого света.
- Практически незаметна для других охотников.
- Более долгий срок работы аккумулятора по сравнению с другими типами подсветки.

### Недостатки фотоловушек с инфракрасной подсветкой
- Черно-белые фотографии при ночной съёмке.
- Трудно найти баланс дальность/качество. Если настроить вспышку так, чтобы дальность охвата была максимальной, то качество фотографий ухудшается. Если же выбрать оптимальное качество фотографий — дальность вспышки уменьшается.

Фотоловушки также используются исследовательскими группами и энтузиастами для поиска легендарного существа под названием бигфут.